# Municipio de Jalacingo
El municipio de Jalacingo se encuentra ubicado en la zona centro del estado de Veracruz en la región llamada de la Capital, en los límites con el estado de Puebla, es uno de los 212 municipios de la entidad. Está ubicado en las coordenadas 19°48′N97°18′W, la ciudad cuenta con una altura de 1860 m s. n. m., mientras que la altura del municipio varia de los 600 a los 2900 m s. n. m. Su cabecera es la localidad de Jalacingo.

## Atractivos
Durante la semana santa se realiza el Carnaval de Jalacingo que se celebra desde 1924.
También durante el mes de agosto del 20  al 30 se lleva a cabo una feria; la cual consiste en hacer un recorrido con la imagen religiosa del santo Padre Jesús entre las iglesias aledañas con motivo de celebración, que anteriormente iniciaba en la iglesia de Altotonga; pero cuenta una leyenda que al hacer uno de los recorridos entre los municipios colindantes y después de su paso por Jalacingo, la imagen pesaba más al grado de que les fue imposible caminar cargándola. Por ello es que ahora la imagen se encuentra en la iglesia de Jalacingo; argumentando que el santo Padre Jesús rehusó volver a su iglesia original. El 6 de agosto se lleva a cabo esta celebración religiosa, donde su principal atractivo, son las bellas alfombras de aserrín coloreado; que crean imágenes decorativas, dentro de la zona centro de la población. La fiesta patronal en honor a San Bartolomé, se lleva a cabo el 24 de agosto.

### Gente
La mayoría de su gente es amable y sencilla. Las personas de mayor edad tratan de inculcar toda y cada una de sus tradiciones y creencias, cada una de las personas tiene un pequeño o largo oficio con el cual tratan de salir siempre adelante para tapar cada una de sus necesidades cotidianas. Muchas personas se dedican a la agricultura, al comercio y sobre todo destaca la mayoría a ser obreros.
También hay profesionistas como licenciados, doctores, profesores, ingenieros y arquitectos, así como contadores entre otros, algunos laborando en el municipio, la región o en otros lugares.

## Geografía
Su geografía es accidentada, pues al encontrarse geográficamente, dentro de la sierra, existen diversos yacimientos de agua, cuevas, ríos, arroyos y bosques extensos, habitados por especies de gran belleza.
La altura del municipio varia de los 600 hasta los 2900 msnm; la parte sur del municipio a más de 2400 msnm forma parte del valle de Perote, mientras que todo lo demás hasta el límite con Tlapacoyan (municipio) está dentro de la zona serrano costeña que comparte con el estado de Puebla.
Sus límites son:
- Norte: Con el municipio de Hueytamalco en el estado de Puebla y Tlapacoyan.
- Sur:  Perote.
- Este: Altotonga y Atzalan.
- Oeste: Con el municipio de Xiutetelco en el estado de Puebla.

## Presidentes Municipales
- (1955-1958) Miguel Roa.
- (1958-1961)Régulo Hernández Marin.
- (1961-1964) Ernesto Mora.
- (1964-1967) José Roa Hernández.
- (1967-1970) Daniel Márquez Valdés.
- (1970-1973) Carlos Torres Márquez.
- (1973-1976) Álvaro Gamino Mesura.
- (1976-1979) Hugo Téllez Ronquillo.

- (1979-1982) César Tejeda Bandala.
- (1982-1985) José Cortés Seseña.
- (1985-1988) Alfredo Conde Mora.
- (1988-1991) Jaime Téllez Ronquillo.
- (1992-1994) Arturo Arroyo Mora.
- (1995-1997) Silvestre Espinoza Perdomo.
- (1998-2000) Emilio Álvarez Pimentel
- (2001-2004) Ignacio Filomeno Cobos Fernando
- (2005-2007) Efraín Perdomo Cruz
- (2008-2010) Alejandra Perdomo García
- (2011-2013) Emilio Álvarez Pimentel
- (2014-2017) Roberto Perdomo Chino
- (2018-2021) José Luis Cortés Murrieta
- (2022-2025) Roberto Perdomo Chino

## Datos relevantes
El municipio lo conforman 40 localidades en las cuales habitan 46 794 personas, es un municipio categorizado como rural.
Cuenta con vestigios arqueológicos de sus antiguos pobladores y es además, un municipio con muchas leyendas e historias para compartir.
Jalacingo tiene varios climas debido a su altitud pero el clima predominante es el templado húmedo, tiene abundantes lluvias en verano, otoño y algunas más en invierno.
El municipio celebra a San Bartolomé el día 24 de agosto.